# Ancistrocercus amplipennis
Ancistrocercus amplipennis är en insektsart som först beskrevs av Andrew Nelson Caudell 1918.  Ancistrocercus amplipennis ingår i släktet Ancistrocercus och familjen vårtbitare. Inga underarter finns listade i Catalogue of Life.